# Vohidroa
Vohindroa est une commune rurale malgache située dans la région de Vatovavy.